# Raman (Punyab)
Raman es una ciudad de la India en el distrito de Bathinda, Estado de Panyab.

## Geografía
Se encuentra a una altitud de 205 m s. n. m. a 227 km de la capital estatal, Chandigarh, en la zona horaria UTC +5:30.

## Demografía
Según estimación 2010 contaba con una población de 21 245 habitantes.